# سبرية بوالانية
سبرية بوالانية (الاسم العلمي:Sapria poilanei) هي نوع غير مؤكد من النباتات تتبع جنس السبرية من الفصيلة الرافليسية.